# Sendeanlage Monte Serra
Die Sendeanlage Monte Serra ist ein Grundnetzsender auf dem Gipfel des Monte Serra und seinen benachbarten Hügeln. Sie versorgt große Teile der Toskana und des Latiums mit Rundfunk. Die ausgestrahlten Programme sind zudem auf der Insel Elba und exponierten Standorten von Korsika zu empfangen.

## UKW-Frequenzen

### Analoger Hörfunk (UKW)
Hier gibt es zurzeit folgende Programme.
| Kanal (MHz) | RDS <(PS) | RDS (PI) | Programm                           | ERP (kW) |
| ----------- | --------- | -------- | ---------------------------------- | -------- |
| 87,5        | ZETA      | 5299     | Radio Zeta                         | 6,3      |
| 87,8        | MARGHRTA  | 5242     | Radio Margherita                   | 6,3      |
| 88,0        | RTOSCANA  | 5AA7     | Radio Toscana                      | 25       |
| 88,25       | RAI GRPR  | 5206     | Rai GR Parlamento                  | 32       |
| 88,5        | *Radio1   | 5201     | Rai Radio 1 (Toscana)              | 160      |
| 88,8        | R.MARIA   | 51CC     | Radio Maria                        | 130      |
| 89,1        | VIRGIN    | 5241     | Virgin Radio                       | 50       |
| 89,9        | RDF102.7  | 5A77     | RDF 102.7                          | 13       |
| 90,2        | DEEJAY    | 5214     | Radio Deejay                       | 63       |
| 90,5        | *Radio2   | 5202     | Rai Radio 2                        | 160      |
| 90,8        | MITOLOGY  | 5A78     | Radio Mitology ’70-’80             | 7,9      |
| 91,3        | RMC       | 5213     | Radio Monte Carlo                  | ?        |
| 91,6        | PUNTO R.  | 50D4     | Punto Radio (Pisa)                 | 10       |
| 91,9        | CUORE     | 522F     | Radio Cuore                        | ?        |
| 92,2        | RADIO     | 5340     | Radio Duemila (Lucca)              | ?        |
| 92,7        | *RADIO*   | FFFF     | Radio Star                         | ?        |
| 92,9        | *Radio3   | 5203     | Rai Radio 3                        | 160      |
| 93,1        | Rete      | 5076     | Rete Toscana Classica              | 32       |
| 93,4        | R ITALIA  | 5220     | Radio Italia SoloMusicaItaliana    | 79       |
| 93,9        | R. MATER  | 5158     | Radio Mater - inBlu                | 100      |
| 94,2        | SPORTIVA  | 5244     | Radio Sportiva                     | 10       |
| 94,5        | SUBASIO   | 53FD     | Radio Subasio                      | 10       |
| 94,9        | LATMIELE  | 5355     | Radio Latte & Miele                | 7,9      |
| 95,15       | R101      | 5215     | R101                               | 5        |
| 95,8        | KISSKISS  | 5225     | Radio Kiss Kiss                    | 20       |
| 96,8        | CAPITAL   | 5219     | Radio Capital                      | 250      |
| 97,1        | KISSKISS  | 5225     | Radio Kiss Kiss                    | 25       |
| 97,4        | 105       | 5211     | Radio 105                          | 20       |
| 98,0        | * RDS *   | 5264     | RDS                                | 32       |
| 98,6        | M DUE O   | 5233     | m2o                                | 13       |
| 98,9        | CONTRO    | 5A73     | Controradio (Firenze-Pop. Netw.)   | 7,9      |
| 99,5        | STOP      | 532B     | Radio Stop                         | 0,079    |
| 99,7        | DEEJAY    | 5214     | Radio Deejay                       | 7,9      |
| 100,0       | MITOLOGY  | 5A78     | Radio Mitology '70-'80             | 32       |
| 100,2       | R. BRUNO  | 534D     | Radio Bruno                        | 32       |
| 100,9       | RTL102.5  | 5218     | RTL 102.5                          | 25       |
| 101,5       | FANT..CA  | 528F     | Radio Fantastica                   | 10       |
| 101,8       | * RDS *   | 5264     | RDS                                | 50       |
| 102,1       | R.LADY    | 506D     | Radio Lady (Empoli)                | 7,9      |
| 102,5       | RTL102.5  | 5218     | RTL 102.5                          | 20       |
| 102,8       | R.STELLA  | 584E     | Radio Stella (Modena)              | 32       |
| 103,0       | R. BRUNO  | 53BE     | Radio Bruno (Toscana Pentasport)   | 130      |
| 103,9       | RADIO 24  | 5245     | Radio 24                           | 50       |
| 104,3       | RADIO     | 5293     | Radiofreccia                       | 50       |
| 104,5       | R101      | 5215     | R101                               | 50       |
| 104,9       | RADIO *   | 5210     | Radio Radicale                     | 20       |
| 105,2       | 105       | 5211     | Radio 105                          | ?        |
| 105,5       | R101      | 5215     | R101                               | 50       |
| 105,8       | NOSTLGIA  | 54AE     | Radio Nostalgia (Radio Italia Più) | 63       |
| 106,6       | RMC       | 5213     | RMC - Radio Montecarlo             | 30       |
| 106,9       | ZETA      | 5299     | Radio Zeta                         | ?        |
| 107,2       | VIRGIN    | 5241     | Virgin Radio                       | 6,3      |
| 107,75      | Incontro  | 5001     | Radio Incontro-inBlu (Pisa)        | 7,9      |

## DAB-Frequenzen
Zurzeit gibt es folgende DAB-Sender
| Kanal | Frequenz (MHz) | Multiplex  | Programme | ERP (kW) | Sendediagramm rund (ND)/ gerichtet (D) | Polarisation horizontal (H)/ vertikal (V) |
| ----- | -------------- | ---------- | --- | -------- | -------------------------------------- | ----------------------------------------- |
| 12A   | 223,168        | Euro DAB   | - BBC World Service - Radio Freccia - Radio Italia - Radio Kisskiss - RTL 102,5 - Virgin Radio                | 5        | ND                                     | H                                         |
| 12C   | 226,592        | DAB Italia | - Radio Capital - Radio Deejay - Radio M2O - Radio 24 - Radio Maria - Radio Radicale - Radio Dimensione Suono | 5        | ND                                     | H                                         |

| Kanal | Frequenz (MHz) | Multiplex  | Programme | ERP (kW) | Sendediagramm rund (ND)/ gerichtet (D) | Polarisation horizontal (H)/ vertikal (V) |
| ----- | -------------- | ---------- | --- | -------- | -------------------------------------- | ----------------------------------------- |
| 5     | 177,50         | Rai Mux 1  | - Rai 1 - Rai 2 - Rai 3 TGR Toscana - Rai News 24 - Rai Radio 1 (Radio) - Rai Radio 2 (Radio) - Rai Radio 3 (Radio) | 40       | ND                                     | H                                         |
| 7     | 226,592        | Telecentro | - 50 Social Network - NOITV - TC1 - TC2 - TC2 Sport - Telecentro - Radio Centro (Radio)                             | 2        | D (60°-90°)                            | H                                         |